# Katja Oskamp
Katja Oskamp (Lipsia, 1970) è una scrittrice tedesca.

## Biografia
Nata nel 1970 a Lipsia, ha studiato teatro all'Accademia Hans Otto e si è diplomata in letteratura nel 2002 all'Istituto di letteratura di Lipsia.
Ha esordito nella narrativa nel 2003 con la raccolta di racconti Halbschwimmer inisgnita del Premio letterario Rauris.
Nel 2023 il suo romanzo Marzahn, mon amour. Storie di una pedicure è stato premiato con l'International IMPAC Dublin Literary Award del valore di 100000 euro in condivisione con il traduttore Jo Heinrich.
Nel libro in parte autobiografico ha raccontato la sua esperienza di podologa alle soglie della mezza età inserendo le storie narratele dai suoi clienti residenti a Marzahn, quartiere di Berlino un tempo nella Germania Orientale.

## Opere

### Raccolta di racconti
- Halbschwimmer (2003)

### Romanzi
- Die Staubfängerin (2007)
- Hellersdorfer Perle (2013)
- Marzahn, mon amour. Storie di una pedicure (Marzahn, mon amour: Geschichten einer Fußpflegerin, 2019), Roma, L'orma, 2023 traduzione di Rachele Salerno ISBN 9791254760420.

## Premi e riconoscimenti

### Vincitrice
Premio letterario Rauris
- 2004 con Halbschwimmer

Premio Anna Seghers
- 2007[6]

International IMPAC Dublin Literary Award
- 2023 con Marzahn, mon amour. Storie di una pedicure[7]